# Communauté de communes du Pays d’Huriel
Die Communauté de communes du Pays d’Huriel ist ein französischer Gemeindeverband mit Rechtsform einer Communauté de communes im Département Allier in der Region Auvergne-Rhône-Alpes. Sie wurde am 26. Juli 2001 gegründet und umfasst 14 Gemeinden. Der Verwaltungssitz befindet sich im Ort Huriel.

## Mitgliedsgemeinden
| Gemeinde                                | Einwohner 1. Januar 2022 | Fläche km² | Dichte Einw./km² | Code INSEE | Postleitzahl |
| --------------------------------------- | ------------------------ | ---------- | ---------------- | ---------- | ------------ |
| Archignat                               | 336                      | 24,35      | 14               | 03005      | 03380        |
| Chambérat                               | 279                      | 28,37      | 10               | 03051      | 03370        |
| Chazemais                               | 504                      | 29,10      | 17               | 03072      | 03370        |
| Courçais                                | 309                      | 26,51      | 12               | 03088      | 03370        |
| Huriel                                  | 2.568                    | 34,92      | 74               | 03128      | 03380        |
| La Chapelaude                           | 941                      | 28,60      | 33               | 03055      | 03380        |
| Mesples                                 | 125                      | 15,30      | 8                | 03172      | 03370        |
| Saint-Désiré                            | 429                      | 41,89      | 10               | 03225      | 03370        |
| Saint-Éloy-d’Allier                     | 56                       | 12,83      | 4                | 03228      | 03370        |
| Saint-Martinien                         | 595                      | 25,48      | 23               | 03246      | 03380        |
| Saint-Palais                            | 157                      | 20,30      | 8                | 03249      | 03370        |
| Saint-Sauvier                           | 324                      | 31,47      | 10               | 03259      | 03370        |
| Treignat                                | 416                      | 28,94      | 14               | 03288      | 03380        |
| Viplaix                                 | 293                      | 30,40      | 10               | 03317      | 03370        |
| Communauté de communes du Pays d’Huriel | 7.332                    | 378,46     | 19               | –          | –            |